# 九夷
九夷，又稱淮夷、九貉，為東夷的九個部落，分别有畎夷、于夷、方夷、黃夷、白夷、赤夷、玄夷(玄都氏）、風夷及陽夷，有些以凤鸟作为图腾。先秦时对自古以来居于環渤海地區（包括遼東半島、山東半島）、东南地区（今淮河中下游及长江中下游）的部族的泛称。
九夷中的「九」并非具体数目，只表示众多的意思，如《尔雅》中有“九夷、八狄、七戎、六蛮”之说。郭璞《尔雅注》云：“九夷在东”，泛指东夷人。

## 文獻記錄
- 《后汉书·东夷传》云：「夷有九种,曰畎夷、于夷、方夷、黄夷、白夷、赤夷、玄夷、风夷、陽夷。」[4]

- 《论语》、《春秋左氏传》、《战国策》等书中也均提及九夷。[5][6]

- 《說苑·君道》篇說越王句踐與吳戰，大敗之，兼有九夷。大多数学者认为九夷与东夷含义相同。

- 《史記》卷六九《蘇秦列傳》：「齊……北夷方七百里,加之以魯、衛,彊萬乘之國也」。日人瀧川以為：「王念孫曰，北夷當作九夷。」

- 《淮南子·齊俗訓》云：「越王句踐霸天下，泗上十二諸侯，皆率九夷以朝。」

- 《戰國策·秦策》云：「楚包九夷，方千里。」《魏策》云：「楚破南陽九夷。」[7]

- 李斯上始皇書云﹕“包九夷，制鄢、郢”；李注云﹕「九夷，屬楚夷也。若然，九夷實在淮泗之閒，北與齊、魯接壤，故論語：『子欲居九夷』。[8]……是九夷之地，東與十二諸侯接，而魯爲十二諸侯之一，故此言齊并九夷與魯衛也。……今本之北夷，乃九夷之誤，而不得以山戎當之也。」

- 光旦：是又一九夷，在中原諸夏之南。

- 李巡注《尔雅》：「一曰玄菟、二曰樂浪、三曰句驪、四曰滿飾、五曰鳧臾、六曰索家、七曰東屠、八曰倭人、九曰天鄙。」